# 쩨오

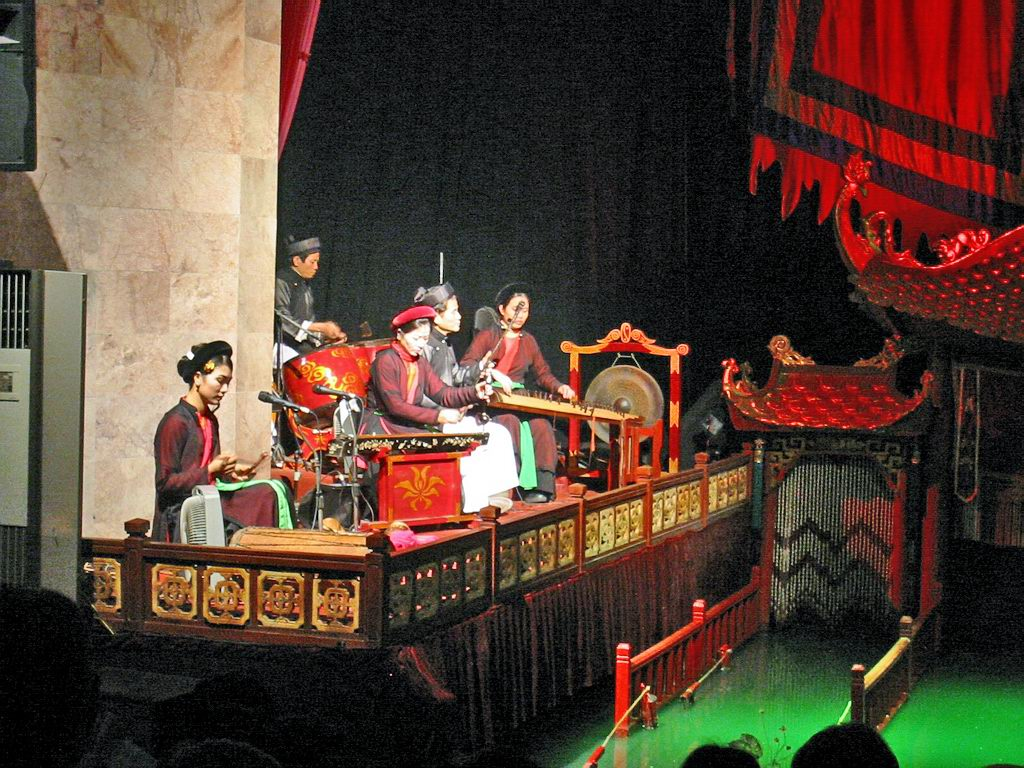
베트남 하노이 탄롱의 수상 극장

쩨오(Chèo)는 일반적으로 풍자적인 뮤지컬의 한 형태로서, 전통적으로 베트남 북부에서 베트남 농민들에 의해 공연되는 춤을 포함한다. 쩨오는 오늘날에는 실내에서 전문 공연자들에 의해 공연되고 있지만, 전통적으로는 마을 광장이나 공공 건물의 뜰에서 전문적인 공연패에 의해 야외에서 공연되었다. 쩨오 무대 예술은 베트남 민속 음악의 위대한 문화유산 중 하나이다. 쩨오는 여러 세대에 걸쳐 베트남 국민의 대중 예술 형태가 되었으며, 그 서정적인 내용을 통해 민족 정신을 함양해 왔다.
핫쩨오(Hát Chèo)의 기원은 리 왕조 때인 12세기까지 거슬러 올라가며, 대략 16세기부터 현재의 형태로 존재해 왔다. 핫쩨오는 민속 전통에서 유래되었고, 구전으로 전해져 왔다. 궁중극의 전통과는 달리, 배경이 없고, 드문드문한 의상과 화장품을 사용한다. 핫쩨오는 아마추어 극장에 적합한 전통적인 무대 작품과 즉흥적인 일상의 조합을 포함한다. 작품에는 콤메디아 델라르테처럼 기존의 사회질서에 대한 풍자적인 비판의 메시지를 담고 있다. 전통적인 음악 앙상블은 현악기, 피리, 북으로 구성되었지만, 현대 공연에서는 더 많은 악기들이 사용된다.

## 같이 보기
- 베트남 음악
- 베트남의 역사